# Guldopuntia
Guldopuntia (Opuntia microdasys) är en suckulent växt inom släktet Opuntia och familjen kaktusar.

## Förekomst
Guldopuntian kommer ursprungligen från södra USA (Texas) och norra Mexiko. Den går oftast att inhandla som krukväxt året om i butiker.

## Beskrivning
Guldopuntian är en suckulent växt som är uppbyggd av platta stam-segment, som är ovala eller runda och gröna till grågröna. Växten kan bli meterhög eller mer. Ofta utvecklas två nya segment på varje gammalt och påminner lite om kaninöron. Därav det engelska namnet bunny ears. På dessa sitter areoler med ett stort antal gula, hullingförsedda glochider som vid första betraktelsen kan se ut som ull eller mycket kort borst. Fastnar de i fingrarna får man inte bort dem. Den blommar på sommaren med ljust gula blommor som är fyra till fem centimeter breda.
Två underarter kan urskiljas:

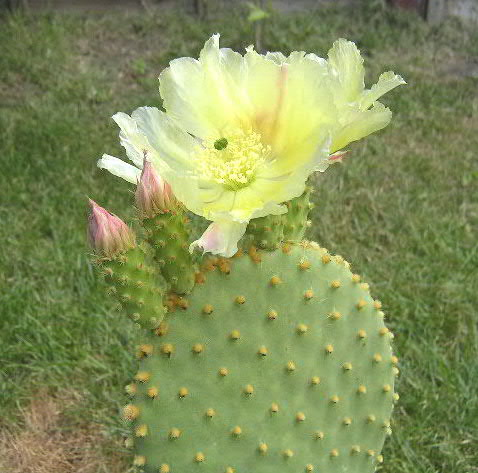
subsp. microdasys

- subsp. microdasys blir inte högre än en meter. Den har många små, klargröna segment och 9-16 areoler i bredd på segmentens bredaste del. Den växer i Mexico.

- subsp. rufida, rostopuntia, blir upp till 1,5 meter. Den har grågröna, större och färre segment, med 8-13 areoler i bredd på segmentens bredaste del. Den växer i Texas. Namnet rufida betyder brunröd och syftar på färgen på glochiderna och därmed areolerna. Underarterna korsar sig lätt när de växer i närheten av varandra.

Det vetenskapliga namnet opuntia kommer från grekiskans opous, som betyder stad. Microdasys betyder, med små borst.

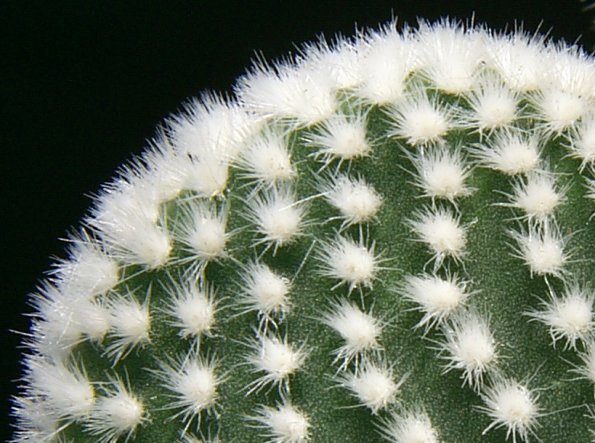
'Albispina'

## Sorter
- 'Albispinus' - räknades tidigare som en botanisk varietet, men det är snarare en trädgårdsform. Den har kritvita glochider och därmed också alldeles vita areoler. Ledstyckena är ofta mindre än hos den vilda typen.
- 'Gold Swirl' - har vågiga eller svängda ledstycken. Tyvärr kallas den ibland för 'Monstrose Form' vilket är lätt att förväxla med 'Monstrosa' - se nedan.
- 'Minor' (syn. 'Minima') - runda ledstycken, 5–7 cm långa. Glochider och areoler i en djup gul färg. Räknas ibland som en sort av dvärgopuntia. Den grenar sig lätt och växer vackert men är inte så vanlig i handeln. De hanteras på samma sätt som
- 'Pallida' - blekt gula glochider och areoler.
- 'Gracilior' - har mindre, mer rundade och tjocka ledstycken.
- 'Monstrosa' - har små, mycket utdragna ledstycken, blekt gula glochider och areoler som sitter mycket tätt. Ofta växer ledstyckena på längden tills toppen torkar in.

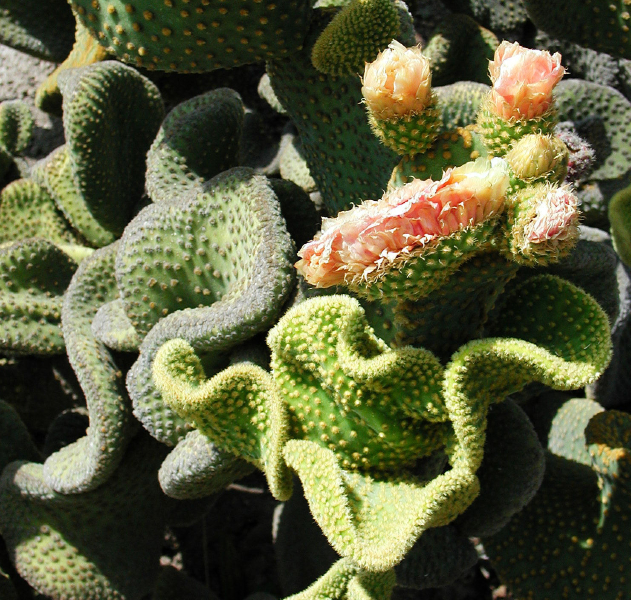
'Gold Swirl'

## Odling
Guldopuntian kräver en så ljus och solig växtplats som möjligt. Unga exemplar bör dock skyddas mot den starkaste solen under vår och sommar. Jorden bör vattnas igenom vid varje vattning, men torka upp däremellan. Vattna med svag dos krukväxtnäring eller speciell kaktusnäring en gång i månaden under sommarmånaderna. Resten av året ger man ingen näring alls. Alltför riklig gödsling gör att cellerna sväller och växten kan få svårt att övervintra. 16-25 °C är en lämplig temperatur under större delen av året, och om det är möjligt, lägre på natten än på dagen. Vintertid bör temperaturen ligga mellan 5 och 15 °C, men ju lägre temperatur desto viktigare att jorden hålls torr. Under vintern vattnar man bara så mycket så att kaktusen inte skrumpnar ihop. Plantera om på våren, men inte nödvändigtvis varje år. Det är viktigt att använda en jord, som inte innehåller för mycket näring. Enklast är att använda speciell kaktusjord. Plantera på samma djup som tidigare och lägg gärna ett tunt lager sand eller grus överst i krukan, och lerkruka är att föredra. Använd alltid handskar när en opuntia hanteras, för att undvika att få glochider i huden.
Guldopuntian förökas enklast med sticklingar genom att man skär loss ett segment och låter det ligga och torka någon vecka innan man sätter det i jord. Den går även att föröka med frön som först får ligga i blöt i ett dygn innan man sår. Detta är dock en långsam process och kan ta månader innan fröet gror.

## Synonymer
För vetenskapliga synonymer, se Wikispecies.